# أغيوس أثاناسيوس (دراما)
أييوس أثاناسيوس (Άγιος Αθανάσιος) هي مدينة في دراما في مقاطعة فوريا إلادا في اليونان.
يبلغ عدد سكانها حوالي 3119   نسمة.